# 柴田章平
柴田 章平（しばた しょうへい、1936年8月2日 - 2021年9月）は日本の大蔵・公取官僚。
公正取引委員会事務局長、神奈川銀行会長、財団法人公正取引協会会長、公益財団法人公正取引協会会長（初代）などを務めた。

## 略歴
京都府京都市出身（父は愛知県、母は東京都）。1955年3月：京都市立紫野高等学校卒業。1959年3月：京都大学経済学部卒業。
1959年4月：大蔵省入省（為替局総務課）。1964年7月：大臣官房調査課調査第一係長 兼 大臣官房調査課調査第二係長。1965年7月：大臣官房調査課調査第一係長。1966年7月：倉敷税務署長。1967年7月：通商産業省企業局商務第一課長補佐。
1969年7月：大臣官房調査企画課長補佐（内国調査）。1971年7月：銀行局特別金融課長補佐（総括・特別銀行）。1973年7月：理財局資金第二課長補佐（総括・運用第一）。1974年7月：理財局総務課長補佐（総括・文書・企画・管理）。
1975年7月：公正取引委員会事務総局官房企画課長。1978年6月：理財局地方資金課長。1980年6月：理財局資金第二課長。1982年6月：経済企画庁総合計画局計画課長。1984年6月27日：中国財務局長。
1986年6月：公正取引委員会事務局経済部長。1990年3月：公正取引委員会事務局審査部長。1991年6月：公正取引委員会事務局長。1992年7月：退官。
1992年7月17日：中小企業信用保険公庫理事（〜1994年11月24日）。1994年12月2日：公正取引委員会委員（〜2001年12月18日）。
2002年6月：神奈川銀行代表取締役会長。2004年5月：財団法人公正取引協会会長。2010年4月：公益財団法人公正取引協会会長（〜2018年3月）。2010年6月22日：神奈川銀行相談役。

## 人物
- 理財局の畑であり、財投計画の策定、執行に係ることが多く、資金部畑ともいわれていた[8]。
- 趣味は読書、鉄道模型[9]。